# カイピリーニャ
カイピリーニャ（葡: Caipirinha）とは、ブラジル原産の蒸留酒であるカシャッサを基酒（ベース）として作られるカクテルの1種である。ブラジルの国民的なカクテルの1つ。

## 概要
「カイピリーニャ」は「カイピラのお嬢さん」といった意味合いであり、「カイピラ」は「農村」「田舎」の意となる。英語では「literally peasant girl」と説明される。
1920年代に誕生したと考えられており、当初のレシピにはニンニクとハチミツが入っていてスペイン風邪の予防薬として飲まれていた。

## レシピの例
国際バーテンダー協会によるレシピを以下に記す。
材料
- カシャッサ - 60ミリリットル
- 小さな櫛型に切ったライム - 1個
- 白砂糖 - 4tsp

作り方
1. ダブルサイズのオールド・ファッションド・グラス（ロックグラス）にライムと砂糖を入れ、静かに押しつぶしながら混ぜ合わせる。
2. クラッシュアイスとカシャッサをグラスに入れ、静かに混ぜる。

ライムは乳棒やバースプーンを使って押しつぶす。

## メディアでの登場
- 『黒いオルフェ』 - 1959年公開の映画。カーニバルの屋台バーでカイピリーニャが飲まれている[2]。

## バリエーション
カイピリッシマ（Caipirissima）
カシャッサをホワイト・ラムに換える。
カイピロスカ（Caipiroska）
カシャッサをウォッカに換える。
島カイピリーニャ（Shima Caipirinha）
カシャッサを黒糖焼酎に換える。ライムだけでなくオレンジやレモンも使う。
サケピリーニャ（Sakepirinha）
カシャッサを日本酒に換える。ブラジルでは2000年ごろから人気が出て、日本酒そのものの消費量も増えている。